# نورمان (رسوم متحركة)
نورمان مسلسل رسوم متحركة فرنسي أيرلندي ألماني عرض لأول مره  في عام 2000 واستمر عرضه حتى 2003. تمت دبلجة المسلسل للغة العربية وعرض على قناة إم بي سي 3 .

## روابط خارجية
- نورمان على موقع IMDb (الإنجليزية)
- نورمان على موقع كينوبويسك (الروسية)
- نورمان على موقع قاعدة بيانات الفيلم (الإنجليزية)